# Al Rollins
Elwin Ira „Al“ Rollins (* 9. Oktober 1926 in Vanguard, Saskatchewan; † 27. Juli 1996) war ein kanadischer Eishockeytorwart und -trainer, der von 1949 bis 1960 für die Toronto Maple Leafs, Chicago Black Hawks und New York Rangers in der National Hockey League spielte. 

## Karriere
Als Conn Smythe ihn für die Toronto Maple Leafs verpflichtete, hatte er bereits in einigen unteren Ligen Erfahrung gesammelt. Hier war er vor allem an der Westküste in Seattle, Vancouver und Edmonton aktiv gewesen.
Toronto hatte zu dieser Zeit ein Problem auf der Torwartposition. Dem Stammtorwart Turk Broda hatte man vorgeworfen, dass er übergewichtig sei und man wollte ihm Konkurrenz machen. Die beiden bisherigen Ersatztorhüter waren aus dem Rennen. Baz Bastien hatte ein Auge verloren und Doug Harveys Bruder Howie musste wegen einer Allergie auf seine Torwartausrüstung seine Karriere beenden. 
Nachdem er in seiner ersten Saison 1949/50 als Ersatzmann von Broda spielte und meist in der AHL bei den Cleveland Barons bzw. den Pittsburgh Hornets spielte, schaffte er in der Saison 1950/51 den Durchbruch. Mit den Leafs gewann er den Stanley Cup, er selbst wurde mit der Vezina Trophy ausgezeichnet.
Für Harry Lumley wurde er mit einigen Spielern zur Saison 1952/53 an die Chicago Black Hawks abgegeben. Hier wurde er, obwohl er beim schlechtesten Teams der Liga spielte, mit der Hart Memorial Trophy ausgezeichnet. Im Jahr zuvor schon belegte er bei dieser Wahl Platz 2 hinter Gordie Howe. Trotz guter Leistungen kam es zu Streitigkeiten mit dem General Manager der Black Hawks, Tommy Ivan, der ihn 1957 zu den Calgary Stampeders in der WHL schickte. 
In die NHL kehrte er zur Saison 1959/60 noch einmal für zehn Spiele bei den New York Rangers zurück. Es folgten noch einige Jahre in unteren Ligen, bevor er seine aktive Laufbahn beendete.
In den 1970er Jahren trainierte er die Salt Lake Golden Eagles in der WHL. In der World Hockey Association übernahm er den Trainerposten bei den Phoenix Roadrunners. Es folgte noch eine Saison bei den Houston Apollos in der Central Hockey League.

## Sportliche Erfolge
- Stanley Cup: 1951
- Allan Cup: 1948 und 1966 (als Spieler); 1970 (als Trainer)

### Persönliche Auszeichnungen
- Hart Memorial Trophy: 1954
- Vezina Trophy: 1951
- Teilnahme am NHL All-Star Game: 1954